# Team Rebaque
Team Rebaque fue un equipo y constructor mexicano de Fórmula 1 con sede en Leamington Spa, Reino Unido que compitió en los campeonatos mundiales de 1978 y 1979.
El Team Rebaque participó en 30 Grandes Premios, inicialmente con autos comprados al Team Lotus, antes de que finalmente construyeran su propio auto. El Rebaque HR100 se inscribió para las últimas tres carreras del equipo antes del cierre del equipo. El equipo se clasificó para competir en 19 ocasiones y logró un punto en el Campeonato Mundial de Constructores con su mejor resultado de sexto lugar en el Gran Premio de Alemania de 1978.

## Historia

### Antecedentes
El equipo fue fundado y centrado en Héctor Rebaque, un piloto mexicano que condujo por primera vez en Fórmula 1 en 1977 para Hesketh Racing. Después de su temporada de debut, Hesketh lo dejó caer y, sin ningún otro equipo dispuesto a contratarlo como piloto, Rebaque junto con su padre decidieron fundar su propio equipo de Fórmula 1.  En su portafolios de escasos patrocinadores contaban con la cerveza mexicana Carta Blanca y la marca Marlboro.
Temporada 1978: acuerdo con Lotus
Al comienzo de la temporada de Fórmula 1 de 1978, Rebaque firmó un acuerdo con Colin Chapman del Team Lotus para comprar su modelo Lotus 78. Tenía muy poca experiencia, solo se había clasificado para una carrera con Hesketh y tuvo un año difícil. Aunque sumó un punto en el Gran Premio de Alemania y ganar la última posición de puntos a John Watson del equipo Brabham-Alfa Romeo con poco más de un segundo, también sufrió la ignominia de verse obligado a retirarse del Gran Premio de Brasil debido a la fatiga del piloto.

#### Temporada 1979: era HR100

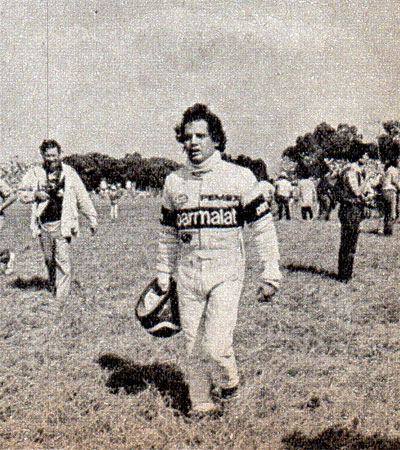
Héctor Alonso Rebaque en 1981

Para 1979, continuó el acuerdo con Lotus y adquirieron el auto campeón mundial de la temporada anterior, el Lotus 79 (prototipo 79/1), conducido por Mario Andretti y ganador en total de seis carreras. El mejor resultado del Team Rebaque con el Lotus 79 fue un séptimo lugar en el Gran Premio de los Países Bajos arrancando desde el último lugar de la parrilla, la casilla número 24, a dos vueltas del ganador de la prueba, Alan Jones de Williams.
A principios del año, Rebaque encargó al equipo de Roger Penske la construcción de un chasis de F1, el Rebaque HR100. El diseño del monoplaza estuvo a cargo de Geoff Ferris con la participación de John Barnard. El auto fue fuertemente influenciado por el diseño del Lotus 79, aunque también incorporó algunos elementos de los pontones del Williams FW07. Estuvo equipado con un motor Ford-Cosworth DFV V8 con 2993 cc, normalmente aspirado y neumáticos Goodyear. El HR100 fue terminado a tiempo para participar en el Gran Premio de Italia de ese año pero no pudo calificar. Para el Gran Premio de Canadá calificó pero tuvo que retirarse por problemas en el chasis en la vuelta 26, y finalmente en el Gran Premio de Estados Unidos no logró clasificar.
El Team Rebaque cerró sus operaciones definitivamente a finales de 1979.
Para la mitad de la temporada 1980 Rebaque recibió una llamada de Bernie Ecclestone para incorporarse al equipo Brabham reemplazando a Ricardo Zunino.
Hasta la fecha el Team Rebaque es el único equipo mexicano que ha participado en un Gran Premio de Fórmula 1.

## Resultados

### Fórmula 1
(Clave) (negrita indica pole position) (cursiva indica vuelta rápida)

| Año     | Chasis   | Motor             | Neu. | N.º | Pilotos        | 1   | 2   | 3   | 4    | 5    | 6    | 7   | 8   | 9   | 10  | 11  | 12  | 13  | 14  | 15  | 16  | Puntos | Pos. |
| ------- | -------- | ----------------- | ---- | --- | -------------- | --- | --- | --- | ---- | ---- | ---- | --- | --- | --- | --- | --- | --- | --- | --- | --- | --- | ------ | ---- |
| 1978    | Lotus 78 | Ford Cosworth DFV | G    |     |                | ARG | BRA | RSA | USW  | MON  | BEL  | ESP | SWE | FRA | GBR | GER | AUT | NED | ITA | USA | CAN | 1      | 19.º |
| 1978    | Lotus 78 | Ford Cosworth DFV | G    | 25  | Héctor Rebaque | DNQ | Ret | 10  | DNPQ | DNPQ | DNPQ | Ret | 12  | DNQ | Ret | 6   | Ret | 11  | DNQ | Ret | DNQ | 1      | 19.º |
| 1979    | Lotus 79 | Ford Cosworth DFV | G    |     |                | ARG | BRA | RSA | USW  | ESP  | BEL  | MON | FRA | GBR | GER | AUT | NED | ITA | CAN | USA |     | -      | -    |
| 1979    | Lotus 79 | Ford Cosworth DFV | G    | 31  | Héctor Rebaque | Ret | DNQ | Ret | Ret  | Ret  | Ret  | DNP | 12  | 9   | Ret | DNQ | 7   |     |     |     |     | -      | -    |
| 1979    | HR100    | Ford Cosworth DFV | G    | 31  | Héctor Rebaque |     |     |     |      |      |      |     |     |     |     |     |     | DNQ | Ret | DNQ |     | 0      | NC   |
| Fuente: |          |                   |      |     |                |     |     |     |      |      |      |     |     |     |     |     |     |     |     |     |     |        |      |

## Libros
Héctor Alonso Rebaque - El último amateur de la F1 , Carlos Eduardo Jalife Villalón, Scuderia Hermanos Rodríguez, 2010 ISBN .